# きく6号
きく6号（技術試験衛星VI型、英語: Engineering Test Satellite - VI、ETS-VI）は通信技術の発展及び大型静止衛星の技術実証を目的とした人工衛星。宇宙開発事業団（NASDA、現JAXA）、郵政省通信総合研究所（CRL、現NICT）、日本電信電話（NTT）が共同で開発した。開発費用は450億円（打ち上げ費用は別途190億円）。
1994年（平成6年）8月にH-IIロケット2号機によって打ち上げられたが、衛星のアポジ推進系の不具合で静止軌道での運用は断念され3日回帰の楕円軌道での運用となった。予定していた多くの通信実験等は実施され、1996年7月に運用終了した。

## 概要
1982年初頭、日本電信電話(NTT)がISDN戦略の下で進めていたINSS構想をはじめとし、2t級静止衛星の需要が高まっていた。これを受け、2t級静止衛星技術の確立と、後に日米衛星調達合意によってかけはし(COMETS)とN-STARに分割されることとなった実験用静止通信衛星4号(CS-4)で用いる衛星通信技術の実証実験、その他将来必要となる高度な衛星通信技術の実証実験を目的として考案されたのが技術試験衛星VI型「きく6号(ETS-VI)」である。
開発は1986年に開始された。当初は1992年の打ち上げを予定していたが、H-IIロケットの開発遅延によって2年延期された。

### 目的
- 2トン級静止三軸姿勢制御型実用衛星の技術基盤の確立
- 将来の実用大型衛星で必要となる各種バス系技術（ニッケル水素バッテリ、電熱式ヒドラジンスラスタ等）の軌道上実験
- 将来の高度情報化社会や宇宙活動のための固定通信及び移動体通信技術や衛星間通信技術の開発及び軌道上実験
- H-IIロケットの性能確認

## 運用
- 1987年（昭和62年）、基本設計開始[3]。
- 1993年（平成5年）、プロトフライトモデル（PFM）完成[3]。
- 1994年（平成6年）
  - 8月18日、ロケットの打上げ作業が実施され、H-IIロケットのメインエンジンは点火したが、地上系の問題で固体ロケットブースター（SRB）が着火せず打ち上げは延期された[5]。
  - 8月28日（日本時間）
    - 16:50、H-IIロケット2号機で種子島宇宙センターから打ち上げられ、所定の軌道（静止トランスファ軌道）に投入された[6]。
    - 第2周回、太陽センサ系に異常が生じ（地上からのコマンドに誤りがあったことが原因）、アポジエンジン噴射を実施予定だったが、第4周回に計画変更[7]。
    - 第4周回（8月30日 6:13[2]）、アポジエンジン噴射を実施。しかし、推力が計画値の10%に留まり、異常と判断され8分後（6:21）に地上からのコマンドにより噴射停止[7]。原因は推薬弁のピストンの摺動不良だと推定された。
    - 第7周回（8月31日 13:58）、再度アポジエンジンを噴射するが、推力は変わらず10%程度だった。停止・噴射（14:12、14:19）を繰り返したところ、3回目に停止ができなくなり低推力での燃焼が継続するようになる[7]。
    - 第8周回、継続的な低推力を利用して近地点高度を上げるような姿勢制御を実施[7]。
    - 9月1日、酸化剤が枯渇し燃焼が停止[2]。アポジ推進系を分離[3]。
    - 第12周回（9月3日）、太陽電池パドルとアンテナを展開[7]。3.5m径アンテナで展開完了を示すラッチセンサが作動しなかったが、加速度センサやCCDカメラから展開が完了していると判断された[8][注釈 1]。静止軌道用の太陽指向クルージングモード（15分/1回転）を確立し、搭載機器のヘルスチェックや一部のバス系実験機器の実験を開始した。

  - 12月15日、定常運用移行。
  - 12月16日、NTT野比局（横須賀市）で衛星電波を捕捉[8]。
- 1995年（平成7年）6月8日、NASAの上層大気観測科学衛星UARS（高度600km）との衛星間通信に成功[2]。筑波局がきく6号を中継してSバンドでUARSの観測データを取得する双方向通信で、7月14日までに7パスで実験を実施した[9]。
- 1996年（平成8年）
  - 1月12日、太陽電池の発電能力が必要電力の2,000Wを下回る見込みとなり、後期利用段階に移行[7]。
  - 7月5日、衛星の信号が断続的になり、テレメトリから電力異常・姿勢異常・温度低下の異常が確認され、対策を講じるが状況改善せず、衛星からの信号が途切れる[7]。
  - 7月9日、停波コマンドを送信し運用終了[7]。

### 軌道
- ロケット分離直後[7]
  - 遠地点 36,388km、近地点 250km、軌道傾斜角28.5°、周期 10時間43分
- アポジ推進系分離直後
  - 近地点 7,800km、軌道傾斜角13°
- 3日5周回準回帰軌道（1994年11月29日時点）
  - 遠地点 38,681.9km、近地点 8,565.4km、軌道傾斜角13.145°、周期 14時間21.9分（861.9分）
- 予定していた静止軌道
  - 東経153.8°、軌道傾斜角0°

### 楕円周回軌道への対応
静止軌道用の制御プログラムでは投入された楕円軌道での電力確保には限界があり、また通信実験に必要な全周に渡る地球指向姿勢の確保も不可能であった。このため、急遽楕円軌道用に新たな制御プログラムを設計・製作し、地上検証を行った上で衛星にアップロードした。予定していた実験を最大限行うためにはアポジ推進系分離時の軌道では不適であり、安定した通信実験を行うために回帰性をもつ軌道が要求された。また、機器の劣化を防ぐためヴァン・アレン帯内に位置する近地点の高度をできるだけ引き上げる必要もあった。これらの条件から近地点高度8,600km、回帰日数3日の軌道が決定され、1994年11月の1ヶ月間、遠地点において姿勢制御スラスタを1回30分から40分間連続噴射させる軌道制御が21回にわけ実施された。
- NTTが予定していた通信実験は、静止衛星用で追尾能力のない固定局全国9局を使用するものであったため、通信は3日に1回、ビーム幅によってKa帯で2分、C帯で6分、S帯で15分と短く、またドップラー効果が影響して高速伝送は不可能となった。アンテナ性能など装置の評価は実施された[8]。
- ヴァン・アレン帯を通過する準回帰軌道で運用されることによって、放射線の被曝量が静止軌道と比べて約10倍[8]と大幅に増大した。この被曝量は従来の機器劣化予測データベースの範囲を超えるものであり、機器の劣化予測は非常に困難なものとなった。このため、日本原子力研究所の協力のもと太陽電池に対する放射線評価試験を急遽実施し、その劣化予測から発生電力を予測した。

### 定常運用
バス系の実験としては技術データ取得装置(TEDA)による宇宙環境測定、ニッケル・水素充電池の宇宙実証実験、日本初となる電熱式ヒドラジンスラスタの軌道上実験が行われた。また、姿勢制御実験として、衛星の大型化によって柔軟化する構造のパラメータ同定技術や柔構造制御技術を確立する柔構造付着物実験、ソーラーセイルによって太陽光圧を利用して姿勢外乱を制御する外乱推定制御実験、アンテナの駆動情報からフィードフォワード制御によって高精度な姿勢制御を行う実験が行われた。
通信実験は軌道の特性から3日毎に行われ、地上の模擬衛星局やアメリカ航空宇宙局(NASA)のUARSとの衛星間通信実験をはじめとし、Sバンド・Kaバンド・Oバンドの通信・伝搬実験、世界に先駆けた衛星-地上局間の光通信実験等が行われた。

## 設計

### 衛星・バス機器
- 推進系[10]
  - LAPS（二液式アポジ推進系）
    - 2,000N級（NTO（四酸化二窒素）/N2H4（ヒドラジン）、AKE）
      - 総推力：5.4×104 N・S
      - 比推力：320秒

    - 50N級×4基
    - LAPSは初めての純日本製アポジ推進系であり、主要コンポーネントは全て自主技術で開発された。燃料のN2H4（無水ヒドラジン）は従来主流であったMMH（モノメチルヒドラジン）と比べ比推力が10秒高く、重量にして40kgの効率化となる（搭載燃料は1,800kg）。燃料のN2H4（無水ヒドラジン）・酸化剤のNTO（四酸化二窒素）共にLAPSとH-IIロケットの姿勢制御ガスジェット用として量産化が研究され、初めて国産に成功したものが使用された[11]。
    - 打ち上げ前のアポジ推進系の射場充てん作業確認などの目的で、きく6号の下部構造モデルを利用し、ダミー燃料として水を充填したみょうじょう（VEP）がH-IIロケット1号機に搭載され1994年2月4日に打ち上げられている[12][13]

  - IES（イオンエンジン装置）
    - 23.3mN×4基（うち2基は冗長系）
    - 比推力：2,906秒
    - 消費電力：1570.8W
    - 南北軌道制御に使用

  - RCS（ガスジェット装置）
    - 0.87Nヒドラジンスラスタ×8系統×2基
    - 比推力：210秒
    - 東西軌道制御と回転制御に使用
- 電源系
  - 太陽電池パドル
    - 南北方向に展開

  - バッテリ
    - ニッケルカドミウム
      - 35AH×32セル×4台

    - ニッケル水素バッテリ（実験機器）
      - 16セル直列、35AH

### 通信機器
- 通信アンテナ[3]
  - TTC（テレメトリ・コマンド系） Sバンドアンテナ1（アンテナタワー先端に設置）、2,048bps
  - 実験機器
    - FMC（固定通信および移動体通信用実験機器、Fixed and Mobile Satellite Communications Equipment）
      - 30Ghz/Cバンドアンテナ（主反射鏡直径2.5m）
      - 20GHz/Sバンドアンテナ（主反射鏡直径3.5m）

    - LCE光学部（光通信基礎実験装置、Laser Communication Equipment）
    - SICアンテナ（Sバンド衛星間通信用機器、S-band Intersatellite Communication Equipment）
    - KSAアンテナ（Kバンド衛星間通信用機器、K-band Intersatellite Communication Equipment）

## アポジ推進系不具合の原因
アポジエンジンの噴射が意図通りに実施できなかったのは、燃料噴射量を調整するピストンを押さえているバネに横ずれを防ぐための機構が設計されておらず、ロケット打ち上げ時の振動によってこのバネの位置が動き、推薬供給弁が適切に開かなかったことが原因と結論付けられている。当時の日本には真空の宇宙空間での摺動に関して摩擦や潤滑への知見が乏しく、十分な試験設備も保有できていなかったとされており、設計ミスではあるが予見困難だったと宇宙開発委員会特別調査委員会で評価されている。

## 成果
当初予定していた全ての通信試験を計画通りに実施することはできなかったものの、多くの通信実験は実施され、その成果はかけはし（COMETS）、きらり(OICETS)、きく8号(ETS-VIII)、N-STAR等に引き継がれた。TEDAによる放射線測定ではヴァン・アレン帯外帯における放射線強度の変動という新知見の発見を行なった。